# Körösújfalu
Körösújfalu é um município da Hungria, situado no condado de Békés. Tem 25,3 km² de área e sua população em 2015 foi estimada em 448 habitantes.